# Алёшкин, Андрей Владимирович
Андрей Владимирович Алёшкин (род. 22 августа 1972 года) — российский учёный-микробиолог, член-корреспондент РАН (2022).
Руководитель лаборатории Московского НИИ эпидемиологии и микробиологии имени Г. Н. Габричевского, руководитель Научно-методического центра по изучению и идентификации бактериофагов Роспотребнадзора; профессор кафедры МГМСУ имени А. И. Евдокимова.

## Награды
- Почётная грамота Федеральной службы по надзору в сфере защиты прав потребителей и благополучия человека (2014)
- Нагрудный знак «Почётный работник Роспотребнадзора» (2018)